# Трушкин, Анатолий Алексеевич
Анато́лий Алексе́евич Тру́шкин (28 октября 1941, Челябинск — 9 июня 2020, Москва) — советский и российский писатель-сатирик, сценарист и телеведущий.

## Биография
Анатолий Трушкин родился 28 октября 1941 года в Челябинске. С 1951 года жил в Москве. Окончил Московский авиационно-технологический институт (1964) и Литературный институт (1974).
После МАТИ несколько лет работал инженером на оборонном предприятии. В 1971—1978 годах — редактор, сценарист Центрального телевидения, автор сценариев более 20 телеспектаклей.
С 1981 года занимался исключительно литературной деятельностью. Его юмористические произведения читали с эстрады Михаил Евдокимов, Роман Карцев, Ефим Шифрин, Ян Арлазоров, Клара Новикова, Владимир Винокур.
Писал юмористические рассказы для детей и юношества, три из которых вошли в киножурнал Ералаш. Также писал сценарии для игровых сюжетов киножурнала «Фитиль».
В последнее время многие свои произведения читал сам. Постоянный участник юмористических программ на телевидении.
С 2003 по 2005 год был автором и ведущим программы «Народные средства, или Живём как умеем» на ТВЦ.
Член Союза юмористов России.
В 1992 и 2010 годах был дважды удостоен премии «Золотой телёнок» «Литературной газеты» («Клуба 12 стульев»).
В мае 2020 года был госпитализирован с коронавирусом. Спустя три недели врачи констатировали значительную положительную динамику; писателя перевели из реанимации в обычную палату.
Скончался 9 июня 2020 года в одной из московских больниц от осложнений, вызванных коронавирусом, на 79-м году жизни. Был похоронен 12 июня в одной могиле с тестем и тёщей на Митинском кладбище (участок 115).

## Произведения

### Книги
- 1999 — «208 избранных страниц».
- 2001 — «Побольше посмеёшься — поменьше поплачешь».
- 2002 — «Уроки в школе дураков» (соавтор Александр Пашков).
- 2004 — «Весёлая мелочь из дырявого кармана».
- 2006 — «Смешная наша жизнь».
- 2009 — «О вечном: о любви, о воровстве, о пьянстве»…
- 2010 — «Кто на свете всех смешнее?».
- 2010 — «Пятница, 13 число».
- 2011 — «Содом и Гоморра».

Также произведения вошли в Том 16 «Антологии Сатиры и Юмора России XX века» (2001 год).

### Сценарии и экранизации
- «Смех и грех (Москва смеётся)» (мини-сериал)[9]
- «Москва смеется» (мини-сериал, продолжение предыдущего, 2002)[10][11]
- «Москва улыбается» (мини-сериал, продолжение, 2008)[источник не указан 3171 день]